# Хроника Тшемешненского монастыря
Хроника Тшемешненского монастыря (пол. Kronika klasztoru Trzemeszynskiego) — исторические заметки, сделанные в нач. XVI в. некоторыми монахами Обители регулярных каноников в Тшемешно. Сохранилась в рукописи кон. XV — нач. XVI вв. Охватывают период с 1491 по 1522 гг. Содержат сведения как по местной истории Великой Польши и Тшемешненского монастыря, так и по истории всего Польского королевства и соседних стран.

## Издания
- Kronika klasztoru Trzemeszynskiego / w. A. Hirschberg // MPH, Tomus 3. Lwow. 1878, p. 256—263.

## Переводы на русский язык
- Хроника Тшемешненского монастыря в переводе А. С. Досаева на сайте Восточная литература